# Gonzalo García García
Gonzalo Manuel García García (ur. 13 października 1983 w Montevideo) – hiszpański piłkarz pochodzenia urugwajskiego występujący na pozycji pomocnika.

## Kariera klubowa
García García urodził się w Urugwaju. Jako junior grał w klubach Club La Rinconada oraz Defensor Sporting. W 1997 roku emigrował z rodziną do Hiszpanii, gdzie osiedlili się w Santiago de Compostela. Tam kontynuował karierę w juniorskiej ekipie SD Compostela. W 2002 roku przeszedł do Realu Madryt Castilla. W 2003 roku był wypożyczony do AD Alcorcón. Na sezon 2003/2004 został wypożyczony do Mérida UD, a na następny do CF Palencia.
W 2005 roku przeszedł do holenderskiego zespołu AGOVV Apeldoorn z Eerste divisie. W tych rozgrywkach zadebiutował 22 sierpnia 2005 roku w przegranym 0:3 pojedynku z De Graafschap. 26 sierpnia 2005 roku w wygranym 3:0 spotkaniu z Fortuną Sittard strzelił pierwszego gola w Eerste divisie. W AGOVV spędził rok.
W 2006 roku za milion euro García García został sprzedany do pierwszoligowego SC Heerenveen W Eredivisie zadebiutował 10 lutego 2007 roku w zremisowanym 0:0 meczu z Vitesse Arnhem. 1 kwietnia 2007 roku w zremisowanym 2:2 spotkaniu ze Spartą Rotterdam zdobył pierwszą bramkę w Eredivisie. W styczniu 2008 roku został wypożyczony do Heraclesa Almelo, także występującego w Eredivisie. Do końca sezonu 2007/2008 w lidze zagrał tam 16 razy i strzelił 3 gole.
Latem 2008 roku podpisał kontrakt z FC Groningen, również grającym w Eredivisie. Pierwszy ligowy mecz zaliczył tam 29 sierpnia 2008 roku przeciwko Vitesse Arnhem (4:0). od stycznia 2010 roku do czerwca 2010 roku przebywał na wypożyczeniu w VVV Venlo.
W 2011 roku przeszedł do AEK Larnaka, a w 2012 do Maccabi Tel Awiw. W 2013 roku wypożyczono go do Anorthosisu Famagusta. W 2014 roku odszedł do tego klubu, a w 2015 został wypożyczony do Heraclesa. Następnie był zawodnikiem Composteli, w której barwach zakończył karierę.

## Kariera reprezentacyjna
García García występował w reprezentacji Hiszpanii U-17 (3 mecze, 1 gol) oraz U-19 (1 mecz).